# Patrick Chamoiseau
Patrick Chamoiseau (Fort-de-France, 3 dicembre 1953) è uno scrittore francese.

## Biografia
Dopo aver compiuto studi a Parigi, influenzato dai lavori di Édouard Glissant, Patrick Chamoiseau ritorna in Martinica e s'interessa approfonditamente alla cultura creola. Pubblica il suo primo romanzo nel 1986. Ottiene la consacrazione letteraria nel 1992 vincendo il premio Goncourt con  Texaco, romanzo che disegna un affresco della vita Martinicana su tre generazioni.

## L'opera
La sua opera dipinge i tratti della cultura popolare martinicana, quella delle persone modeste e delle loro lotte. Chronique des Sept misères ("Cronaca delle sette miserie") evoca il triste destino dei djobeurs, uomini tuttofare nei mercati di Fort-de-France, la cui presenza si fece sempre più rara con la perdita d'influenza commerciale di questi stessi mercati.
Texaco descrive la vita in una bidonville nei pressi di Fort-de-France e la lotta per la salvaguardia dei costumi autenticamente creoli.
Cercando di restituire i sapori e i dolori dell'esistenza caraibica, l'autore preferisce tuttavia l'evocazione del passato a scapito d'una trama ambientata in un'epoca contemporanea. L'altra direzione intrapresa dall'autore consiste nel lavoro di scrittura, innovativo dal punto di vista tecnico e stilistico.
Secondo Chamoiseau, la cultura antillana si è creata sulla base dell'oralità. Così, tutta la sua opera è volta alla ricerca di una traduzione scritta dell'oralità e di una vera riflessione su questo tipo di scrittura (cfr. Ecrire en pays dominé).

## Difesa della Créolité
Chamoiseau partecipa anche alla creazione del manifesto della Créolité con Jean Bernabé e Raphaël Confiant.
Questo movimento susciterà un grande interesse, prima di tutto negli ambienti letterari antillani (si può evocare qui il relativo ravvicinamento di autori come il guadalupegno Ernest Pépin, o anche l'interesse dimostrato dall'haitiano René Depestre).
Chamoiseau presta il suo talento anche al cinema scrivendo le sceneggiature de l'Exil du roi Behanzin (1994), Passage du milieu (2000) e Biguine (2004) (tutti e tre diretti da Guy Deslauriers). Nel 2007 scrive la sceneggiatura di un nuovo film che ripercorre la vita del giornalista André Aliker (che fu assassinato mentre si apprestava a smascherare un affare compromettente fra béké, ricchi proprietari terrieri di origine francese).
Amico di Édouard Glissant, cerca di sviluppare con quest'ultimo il concetto di mondialità, in vista di tradurre, su un piano sia politico che poetico, una nuova concezione del mondo che sarebbe fondata sull'apertura delle culture, la protezione degli immaginari dei popoli, i quali scompaiono lentamente sotto l'azione uniformatrice del mondo provocata dalla globalizzazione.

### In italiano
- Una domenica in cella, (romanzo, traduzione di Paola Ghinelli), Il Maestrale, Nuoro 2010
- Il vecchio schiavo e il molosso, (romanzo, traduzione di Paola Ghinelli), Il Maestrale, Nuoro 2005
- Texaco, (romanzo, traduzione di Sergio Atzeni), Il Maestrale, Nuoro 2004
- Elogio della creolità-Eloge de la créolité, manifesto letterario, Ibis, 1999
- Solibo magnifique, Einaudi, Torino 1998
- Cronaca delle sette miserie, Serra e Riva, Milano 1991